# Lilla Edets pappersbruk
Lilla Edets pappersbruk är en svensk pappersfabrik för tillverkning av mjukpapper i Lilla Edet.
Pappersfabriken Edet bruk grundades av Emil Haeger 1881 vid Lilla Edets vattenfall i Göta älv. Haeger, som själv innehade flera patent, var en av Sveriges första verkliga experter på papperstillverkning. Den första pappersmaskinen kom 1882 från Storbritannien och var köpt för lånat kapital från Robert Dickson. Den 300-åriga sågverkstiden i Lilla Edet var förbi och pappersindustrin efterträdde. Haegers fabrik drabbades av eldsvådor 1884 och 1892, men trots detta fortsatte han envist framåt. Vid sekelskiftet 1900 hade fabriken 800 anställda.
År 1906 omorganiserades firman till aktiebolag, Lilla Edets Pappersbruk Aktiebolag, med Haeger som ordförande. En ny fabrik byggdes 1927 av sonen Olle Haeger (död 1964) nedströms fallen, men flyttades 1959 bort från älven efter Götaraset 1957 till området Ängarna. Familjen Haeger sålde 1968 bruket till Akzo, som sålde vidare till NCB 1977. År 1986 köpte SCA (numera Essity) bruket. 
Tillverkningen består av mjukpapper, huvudsakligen baserad på returpapper. Den årliga produktionskapaciteten är 100.000 ton. Papperet säljs under varumärkena Edet och Tork. Tidigare har pappersbruket, förutom kräppat papper, också producerat påspapper, kuvertpapper, omslagspapper och mönstrat papper.
Fabriken har omkring 400 anställda.